# Odysee
Odysee je ameriška decentralizirana platforma za izmenjavo videa, zgrajena na blokovni verigi LBRY. Postavlja se kot alternativa večjim spletnim mestom za izmenjavo videov (kot je YouTube), vendar s poudarkom na svobodi govora in decentralizaciji.
Platforma uporabnikom omogoča nalaganje, skupno rabo in monetizacijo videoposnetkov prek kriptovalute, hkrati pa ohranja stalnost vsebine prek omrežja enakovrednih (peer-to-peer).

## Zgodovina
Spletno mesto je leta 2020 ustanovil Julian Chandra. Junija 2024 kupilo ga je podjetje Forward Research. Prevzem se je zgodil po tem, ko je nekdanja matična družba Odysee, LBRY, julija 2023 izgubila primer z ameriško komisijo za vrednostne papirje in borzo.